# Чміль Сергій Володимирович
Сергі́й Володи́мирович Чмі́ль — полковник МВС України.
Закінчив Донецький інститут внутрішніх справ, у правоохоронних органах з 1991 року. Станом на кінець 2014 року — начальник Сумського РВ УМВС України в Сумській області. З 2015 року — т.в.о. начальника Конотопського відділу поліції.

## Нагороди
За особисту мужність і героїзм, виявлені у захисті державного суверенітету та територіальної цілісності України, вірність військовій присязі під час бойових дій та при виконанні службових обов'язків, відзначений —
- 13 серпня 2015 року —

нагороджений орденом Данила Галицького.